# Daegwallyeong-myeon
Daegwallyeong (Daegwallyeong-myeon) est une commune (myeon) du district de Pyeongchang de la province de Gangwon en Corée du Sud.

## Géographie
Sa surface est de 221,63 km2 pour une population de 6 139 habitants en 2009 (11 233 hab. en 1982) ce qui fait d'elle une des régions les moins peuplées du pays (densité : 28 hab./km2). Sur son territoire se trouvent les deux stations de ski d'Alpensia et de Yongpyong. Ces deux stations constituent le centre principal des Jeux de Pyeongchang. En particulier, les cérémonies d'ouverture et de clôture seront célébrées sur le territoire de la municipalité, au parc olympique de Hoenggae. Dans ce cadre, son centre est présenté en tant que « ville de PyeongChang ».
La commune porte le nom du col de Daegwallyeong, le principal point de passage vers Gangneung et la mer du Japon à travers les monts Taebaek. Il culmine à 832 mètres d'altitude. Le musée régional de Daegwallyeong se trouve quelques kilomètres en contrebas sur le territoire de la ville de Gangneung.
La ferme des moutons de Daegwallyeong, les ranchs de Samyang et de Hanil permettent de se promener dans les pâturages. La commune possède également un musée de l'histoire du ski et le jardin botanique de Corée.

### Climat
| Mois                                             | jan.       | fév.       | mars      | avril      | mai       | juin      | jui.      | août      | sep.      | oct.      | nov.       | déc.       | année      |
| ------------------------------------------------ | ---------- | ---------- | --------- | ---------- | --------- | --------- | --------- | --------- | --------- | --------- | ---------- | ---------- | ---------- |
| Température minimale moyenne (°C)                | −12,2      | −10,1      | −4,7      | 1,2        | 6,8       | 11,6      | 16,6      | 16,5      | 10,4      | 3,5       | −2,6       | −9,4       | 2,3        |
| Température moyenne (°C)                         | −6,9       | −4,6       | 0,4       | 7          | 12,5      | 16,2      | 19,6      | 19,7      | 14,6      | 8,8       | 2,3        | −4,5       | 7,1        |
| Température maximale moyenne (°C)                | −1,8       | 0,6        | 5,5       | 12,9       | 18,4      | 21,3      | 23,4      | 23,6      | 19,4      | 14,6      | 7,5        | 0,5        | 12,2       |
| Record de froid (°C) date du record              | −28,9 1974 | −27,6 1978 | −23 1983  | −14,6 1972 | −4,7 1977 | −1,7 2010 | 4,4 1976  | 3,3 1977  | −2,3 1980 | −9,9 1982 | −18,7 1973 | −24,7 1980 | −28,9 1974 |
| Record de chaleur (°C) date du record            | 9,3 2020   | 16,5 2004  | 20,5 2020 | 30,1 2005  | 31 1983   | 32,3 2005 | 32,9 2018 | 32,7 1973 | 29 2010   | 26,1 2021 | 21,5 2003  | 13,5 2002  | 32,9 2018  |
| Ensoleillement (h)                               | 199,3      | 193,5      | 210,9     | 223,1      | 237,2     | 192,4     | 143       | 138,2     | 149,6     | 196,2     | 177,2      | 193,3      | 2 253,9    |
| Précipitations (mm)                              | 53,1       | 49,2       | 72,6      | 93,5       | 108,2     | 162,5     | 336,3     | 368,4     | 249,6     | 97,6      | 69,4       | 34,7       | 1 695,1    |
| Nombre de jours avec précipitations              | 9,4        | 8,9        | 11,2      | 10,4       | 10,8      | 12,9      | 17,8      | 18,1      | 13,1      | 8,9       | 10,2       | 8,5        | 140,2      |
| dont nombre de jours avec précipitations ≥ 10 mm | 1,6        | 1,5        | 2,7       | 2,7        | 2,8       | 4         | 7,4       | 7,1       | 5,3       | 2,4       | 2,2        | 0,9        | 40,6       |
| Humidité relative (%)                            | 66,3       | 65,7       | 65,8      | 61,9       | 67,5      | 79,4      | 86,2      | 87,2      | 85,5      | 76,8      | 70,3       | 66,6       | 73,3       |

| Diagramme climatique                                  |              |             |             |              |               |               |               |               |             |             |             |
| J                                                     | F            | M           | A           | M            | J             | J             | A             | S             | O           | N           | D           |
| −1,8−12,253,1                                         | 0,6−10,149,2 | 5,5−4,772,6 | 12,91,293,5 | 18,46,8108,2 | 21,311,6162,5 | 23,416,6336,3 | 23,616,5368,4 | 19,410,4249,6 | 14,63,597,6 | 7,5−2,669,4 | 0,5−9,434,7 |
| Moyennes : • Temp. maxi et mini °C • Précipitation mm |              |             |             |              |               |               |               |               |             |             |             |